# Ciento ocho mártires de Polonia durante la Segunda Guerra Mundial
Ciento ocho mártires de Polonia durante la Segunda Guerra Mundial también conocidos como Ciento ocho mártires de la Segunda Guerra Mundial o simplemente Ciento ocho mártires de Polonia, son un conjunto de católicos polacos que fueron asesinados durante la Segunda Guerra Mundial por los nazis.
Fueron beatificados por el papa Juan Pablo II el 13 de junio de 1999 en Varsovia, Polonia. Su fiesta en común se celebra el 12 de junio pero cada uno posee fiesta individual. El conjunto comprende 3 obispos, 52 sacerdotes, 26 miembros de congregaciones religiosas masculinas, 3 seminaristas, 8 religiosas y 9 laicos.

## Listado de los mártires
- Adalbert Nierychlewski (1903-1942), sacerdote.
- Adam Bargielski (1903-1942), sacerdote.
- Aleksy Sobaszek
- Alfons Maria Mazurek
- Alicja Maria Jadwiga Kotowska
- Alojzy Liguda (1898-1942), religioso, sacerdote.
- Anastazy Jakub Pankiewicz (1882-1942), religioso y sacerdote.
- Anicet Koplinski
- Antoni Beszta-Borowski
- Antoni Julian Nowowiejski
- Antoni Leszczewicz
- Antoni Rewera
- Antoni Swiadek
- Antoni Zawistowski (1882-1942), sacerdote.
- Boleslaw Strzelecki (1896-1941), sacerdote.
- Bronislaw Komorowski (1889-1940), sacerdote.
- Bronislaw Kostkowski (1915-1942), seminarista.
- Brunon Zembol (1905-1922), religioso.
- Czeslaw Jozwiak (1919-1942).
- Dominik Jedrzejewski (1886-1942), sacerdote.
- Edward Detkens (1885-1942), sacerdote.
- Edward Grzymala (1906-1942), sacerdote.
- Edward Kazmierski (1919-1942).
- Edward Klinik (1919-1942).
- Emil Szramek (1887-1942), sacerdote.
- Ewa Noiszewska (1885-1942), religiosa.
- Fidelis Chojnacki.
- Florian Stepniak (1912-1942), religioso, sacerdote.
- Franciszek Dachtera (1910-1942), sacerdote.
- Franciszek Drzewiecki (1908-1942), religioso, sacerdote.
- Franciszek Kesy (1920-1942).
- Francis Rogaczewski.
- Franciszek Roslaniec, sacerdote (1889-1942)
- Franciszek Stryjas (1882-1944), laico, padre de familia.
- Grzegorz Boleslaw Frackowiak (1911-1943), religioso.
- Henryk Hlebowicz (1904-1941), sacerdote.
- Henryk Kaczorowski
- Henryk Krzysztofik(1908-1942), religioso, sacerdote.
- Hilary Pawel Januszewski (1907-1945), religioso, sacerdote.
- Jan Antonin Bajewski (1915-1941), religioso, sacerdote.
- Jan Nepomucen Chrzan (1885-1942), sacerdote.
- Jarogniew Wojciechowski (1922-1942).
- Jerzy Kaszyra (1910-1943), religioso, sacerdote.
- Jozef Achilles Puchala (1911-1943), religioso, sacerdote.
- Jozef Cebula (1902-1941), religioso, sacerdote.
- Jozef Czempiel (1883-1942), sacerdote.
- Jozef Innocenty Guz (1890-1940), religioso, sacerdote.
- Jozef Jankowski (1910-1941), religioso, sacerdote.
- Józef Kowalski (1911-1942), sacerdote.
- Jozef Kurzawa(1910-1940), sacerdote.
- Jozef Kut (1905-1942), sacerdote.
- Jozef Pawlowski (1890-1942), sacerdote.
- Józef Stanek (1916-1944), religioso, sacerdote.
- Jozef Straszewski (1885-1942), sacerdote.
- Jozef Zaplata (1904-1945), religioso.
- Julia Rodzinska (1899-1945), religiosa.
- Karol Herman Stepien (1910-1943), religioso, sacerdote.
- Katarzyna Celestyna Faron (1913-1944), religiosa.
- Kazimierz Gostynski (1884-1942), sacerdote.
- Kazimierz Grelewski (1907-1942), sacerdote.
- Kazimierz Sykulski (1882-1942), sacerdote.
- Krystyn Gondek (1909-1942), religioso, sacerdote.
- Leon Nowakowski (1913-1939), sacerdote.
- Leon Wetmanski(1886-1941), obispo.
- Ludwik Gietyngier.
- Ludwik Mzyk (1905-1940), religioso, sacerdote.
- Ludwik Pius Bartosik (1909-1941), religioso, sacerdote.
- Maksymilian Binkiewicz (1913-1942), sacerdote.
- Marcin Oprzadek (1884-1942), religioso.
- Maria Antonina Kratochwil(1881-1942), religiosa.
- Maria Klemensa Staszewska (1890-1943), religiosa.
- Marian Gorecki (1903-1940), sacerdote.
- Marian Konopinski (1907-1943), sacerdote.
- Marian Skrzypczak (1909-1939), sacerdote.
- Marianna Biernacka (1888-1943), laica.
- Marta Wolowska (1879-1942), religiosa.
- Michal Czartoryski (1897-1944), religioso, sacerdote.
- Michal Ozieblowski (1900-1942), sacerdote.
- Michal Piaszczynski (1885-1940), sacerdote.
- Michal Wozniak (1875-1942), sacerdote.
- Mieczyslaw Bohatkiewicz (1904-1942), sacerdote.
- Mieczyslawa Kowalska (1902-1941), religiosa.
- Narcyz Putz (1877-1942), sacerdote.
- Narcyz Turchan (1879-1942), religioso, sacerdote.
- Natalia Tulasiewicz (1906-1945), laica.
- Piotr Bonifacy Żukowski (1913-1942), religioso.
- Piotr Edward Dankowski (1908-1942), sacerdote.
- Roman Archutowski (1882-1943), sacerdote.
- Roman Sitko (1880-1942), sacerdote.
- Stanislaw Kubista (1898-1940), religioso, sacerdote.
- Stanislaw Kubski (1876-1942), religioso, sacerdote.
- Stanislaw Mysakowski (1896-1942), sacerdote.
- Stanislaw Pyrtek (1913-1942), sacerdote.
- Stanislaw Starowieyski (1895-1940), laico, padre de familia.
- Stanislaw Tymoteusz Trojanowski (1908-1942), religioso.
- Stefan Grelewski (1899-1941), sacerdote.
- Symforian Ducki (1888-1942), religioso.
- Tadeusz Dulny (1914-1942), seminarista.
- Wincenty Matuszewski (1869-1940), sacerdote.
- Wladyslaw Bladzinski (1908-1944), religioso, sacerdote.
- Wladyslaw Demski (1884-1940), sacerdote.
- Wladyslaw Goral (1898-1945), obispo.
- Wladyslaw Mackowiak (1910-1942), sacerdote.
- Wladyslaw Maczkowski (1911-1942), sacerdote.
- Wladyslaw Miegon (1892-1942), sacerdote.
- Wlodzimierz Laskowski (1886-1940), sacerdote.
- Zygmunt Pisarski (1902-1943), sacerdote.
- Zygmunt Sajna (1897-1940), sacerdote.